# Franz Wilhelm Sieber

Mapa de Jerusalém e arredores. Registrado geometricamente por FW Sieber em 1818

Se procura o explorador do Brasil, veja Friedrich Wilhelm Sieber.
Franz Wilhelm Sieber (Praga, 30 de Março de 1789 — Praga, 17 de Dezembro de 1844) foi um  explorador, botânico e colector que se distinguiu no estudo da flora do Médio Oriente e da Austrália.
O seu nome é frequentemente confundido com o de Friedrich Wilhelm Sieber, que em 1801 trabalhou como colector no Brasil, contratado por Johann Centurius Hoffmannsegg.

## Biografia
Franz Wilhelm Sieber nasceu em Praga, então a capital da Boémia e parte do Império Austríaco, no seio de uma família de etnia germânica. Depois de frequentar de 1802 a 1807 o ensino secundário em Praga, iniciou estudos de arquitectura e engenharia civil, mas depois de três anos, interrompeu aqueles estudos e dedicou-se à história natural, concentrando-se na botânica.
A partir de 1811 Sieber dedicou-se às viagens de exploração das flora. Primeiro, visitou a Itália e a Grécia, depois, de 1817 a 1819, Creta, a Palestina e o Egito. De 1822 a 1824, realizou uma viagem de dois anos à Austrália, África do Sul e ilha Maurício, durante a qual, para além de uma coleção extensa de plantas, reuniu também animais, objetos de arte e objetos etnográficos. As suas colecções foram trazidos para a Europa e usadas para exposições e para recolha de fundos para novas viagens.
Além das suas viagens, Siebers contratou os serviços de outros colectores, especialmente Franz Kohaut, que explorou as Índias Ocidentais, Carl Theodor Hilsenberg e Wenceslas Bojer, activos nas ilhas Maurícias e Reunião, Michael Pfeiffer, que visitou a Baía de Kotor (Dalmácia), Franz Wrbna que colectou para Franz Sieber na península de Caiena e Trinidad, e Carl Ludwig Philipp Zeyher, que realizou expedições botânicas na região do Cabo da Boa Esperança.
Franz Sieber financiou as múltiplas expedições com os fundos que conseguia com a exibição e venda das suas colecções. Organizou exposições permanentes, entre as quais um Gabinete egípcio, cuja entrada custava dois florins. Atingido por dificuldades financeiras, acabaria por vender à Academia Bávara de Ciências (Bayerische Akademie der Wissenschaften), por 6 000 florins, a maioria de suas coleções, com a excepção da parte botânica.
Devido às suas extensas viagens, ficou repetidamente em financeiras, o que deprimia o seu humor e causou seu comportamento progressivamente abusivo e errático. Em 1820, Sieber alegou ter descoberto a cura para a raiva, esperando com a publicação da descoberta obter novos instrumentos de financiamento. Como não conseguiu, desenvolveu progressivamente uma doença mental. Apesar disso, em 1824 conseguiu uma estadia de sete meses na Austrália e nos anos seguintes viveu, alternadamente, em Dresden e Leipzig, tentando organizar as suas extensas coleções e registos literários.
Depois de uma viagem a Paris e ao Dauphiné, em 1830, regressou a Praga, onde o seu comportamento errático levou a que passasse os últimos 14 anos da sua vida internado num hospício, onde morreu aos 55 anos.

## Homenagens taxonómicas
O género vegetal Siebera J.Gay, da família Asteraceae foi assim denominado em honra de Sieber. Para além desse género, diversos outros táxons foram nomeados em honrade Franz Wilhelm Sieber, entre os quais Crocus sieberi, Phyteuma sieberi, Luzula sieberi, Eucalyptus sieberi, Cheilanthes sieberi, Callistemon sieberi, Limonium sieberi, Badula sieberi, Acacia sieberiana e Hosta sieberiana.

## Obras publicadas
- Karte von Jerusalem und seiner naechsten Umgebungen, 1818
- Über die Begründung der Radicalcur ausgebrochener Wasserscheu, 1820
- Beschreibendes Verzeichniß der in den Jahren 1817 und 1818, auf einer Reise durch Creta, Ägypten und Palästina gesammelten Alterthümer und anderen Kunst- und Naturprodukte: Nebst einer Abhandlung über ägyptische Mumien, 1820
- Reise nach der Insel Kreta im griechischen Archipelagus im Jahre 1817, 1823. Edição electrónica: Bayerische Staatsbibliothek Vol. 1 Vol. 2
- Reise von Cairo nach Jerusalem und wieder zurück: Nebst Beleuchtung einiger heiligen Orte, 1823